# Timotes
Timotes est le chef-lieu de la municipalité de Miranda dans l'État de Mérida au Venezuela.

## Environnement

### Faune et flore
C'est près de Timotes qu'a été découverte l'espèce d'opilions laniatores Timotesa octomaculata dont le nom ainsi que son genre monotypique Timotesa tirent leur origine.